# 诺罗敦·富里萨拉
诺罗敦·富里萨拉（Norodom Phurissara，1919年10月13日—1976年？），柬埔寨左翼政治家。诺罗敦王室成员。
富里萨拉是诺罗敦国王的后裔，也是诺罗敦·西哈努克的堂兄弟。毕业于柬埔寨金边皇家大学法律学专业。
1954年，担任民主党秘书长，并有亲共产主义倾向。1955年在选举中败于西哈努克的人民社会同盟，随后在安全部门的压力下被迫解散。然而，后来西哈努克加强中国及其他共产主义国家的关系时，富里萨拉加入了人民社会同盟，随后在1966年被任命为外交部长。
1970年，朗诺发动政变推翻西哈努克。西哈努克在中国成立“柬埔寨王国民族团结政府”，并与之前的对手红色高棉合作。富里萨拉叛逃到红色高棉占据的“解放区”。他于1973年被西哈努克任命为流亡政府的司法和司法改革大臣，但他抱怨红色高棉不允许他掌握实权。
1976年初，红色高棉在内战中获胜后，西哈努克重新就任国家元首，但不久就提出辞职。红色高棉让富里萨拉和英萨利劝说西哈努克改变主意，但被西哈努克拒绝。随后，红色高棉领导人乔森潘和波尔布特分别就任国家主席团主席和政府总理。
富里萨拉在数个月之后与一些前西哈努克主义者以及红色高棉内部的自由派一起被解除职务。他一家人于1978年4月被红色高棉带走，随后失踪，据推测与其他王室成员一样遭到了杀害。后来西哈努克推测，富里萨拉与他其他家庭成员一样，是因为西哈努克拒绝继续担任国家元首而遭到粗暴拷打并杀害的。